# Metsu/All refused
Metsu/All refused (滅／All refused?) è il primo singolo dei Dazzle Vision.

## Il disco
È stato pubblicato il 21 novembre 2008, lo stesso giorno del terzo album della band, Crystal Children.
Il singolo contiene due tracce inedite, che si discostano parecchio dal loro repertorio precedente e futuro, essendo pesantemente influenzate dal thrash metal.
Lo stesso giorno in cui venne pubblicato, il singolo comparì come secondo disco in un'edizione speciale di Chystal Children, intitolata Crystal Children + Metsu/All refused (Crystal Children + 滅／All refused?).

## Lista tracce
Testi di Maiko e Takuro, musiche dei Dazzle Vision.
1. Metsu (滅?) – 1:45
2. All refused – 2:34

## Formazione
- Maiko – voce
- Yu – chitarra
- Takuro – basso
- Haru – batteria